# ほのぼの君
『ほのぼの君』（ほのぼのくん）は、佃公彦による漫画。

## 概要
1955年、佃は漫画雑誌「文春漫画読本」に掲載された「ほのぼの君日記」でデビューする。この「ほのぼの君日記」を読んだ東京新聞文化部の記者が、佃に「このような漫画を当紙に描いてほしい」と頼みに行ったことが始まりである。この頃東京新聞では朝刊の発行を計画しており、この朝刊に合う漫画を描く漫画家を探していたのである。
佃はこれを引き受け、1956年3月23日、東京新聞朝刊発行開始と同時に『ほのぼの君』の連載を開始する。スタート当初は、セリフ無しの「サイレント漫画」形式だった（これと同じパターンとして、朝日新聞夕刊で連載されていた根本進の『クリちゃん』がある）。しかし、このセリフがないという形式のため、表現に行き詰ることとなり、1962年12月31日をもって連載はいったん終了し、充電期間を経て7年後の1970年1月1日から『ちびっこ紳士』のタイトルで、セリフつきの漫画として連載を再開する。このときから東京新聞の総本家である中日新聞、中日新聞とともにブロック紙3社連合を形成していた北海道新聞、西日本新聞でも連載されるようになった。1984年2月6日、連載5000回突破を機に『ほのぼの君』にタイトルを変更。2001年には（旧『ほのぼの君』を含めた参考記録ではあるが）加藤芳郎の『まっぴら君』（毎日新聞夕刊連載）の持っていた連載回数を超える。2004年には第33回日本漫画家協会大賞を受賞する。

## 連載の終焉とその後
しかし、佃が晩年に直腸がんや腹部大動脈瘤の手術で休載することが多くなり、2006年末にはパーキンソン病を発症、絵筆が持てなくなり、2007年2月8日掲載分をもって休載となった。佃は自身が喜寿を迎えたことなどから降板を決意。休載1ヶ月後に1回のみ掲載された同年3月8日掲載分は「最終回ありがとう!!」と題し、これをもって『ちびっこ紳士』から数えて37年間、東京新聞での連載年数では通算44年間にわたる『ほのぼの君』の大河連載が終了した。また「『ほのぼの君』お疲れさま」との見出しで、病気を理由に終了する旨の記事が同日に掲載された。（なお、東京新聞・中日新聞・西日本新聞および徳島新聞では翌3月9日から6月16日まで、過去に掲載された作品を紹介する傑作選を連載漫画代わりとしていた）。新旧『ほのぼの君』及び『ちびっこ紳士』を含めた総連載回数は15451回（東京新聞掲載分）。ブロック紙3社連合及び徳島新聞は後継の4コマ漫画を『ちびまる子ちゃん』（さくらももこ作）とすることを発表し、2007年7月1日から掲載を開始した。
『ほのぼの君』は連載当初は4コマ漫画が主体だったが、次第にコマ割りが1～3コマに変遷し、末期は3コマ漫画が主体となっていた。すなわち、（起・承）（転）（結）、（起）（承・転）（結）若しくは（序）（破）（急）のスタイルである。なお元日紙面はほぼ毎年、4コマ分をつなぎ合わせた縦長1コマ漫画だった。
本作が終了した3年3ヵ月後の2010年6月28日に、作者であった佃公彦は逝去した。
『ほのぼの君』の総連載回数15451回は長らく4コマ漫画の最長記録を保っていたが、2018年3月26日に朝日小学生新聞連載の『ジャンケンポン』（泉昭二）が第15452回を達成し、記録を塗り替えた。しんぶん赤旗連載の『まんまる団地』（オダシゲ）も2019年4月にこれを塗り替えており、『ほのぼの君』は2019年8月現在で新聞連載4コマ漫画の長期連載記録としては歴代3位である。

## 関連作品
- ほのぼの君日記
- ほのぼの君（旧）（1955年～1962年、2454回）
- ほのぼのおじさん
- ちびっこ紳士→ほのぼの君（新）（1970年～2007年、12997回、北海道新聞では13014回）

## 登場人物

### 主要人物
ほのぼの君
主人公。元々は戦災孤児の設定。初期から中期にかけては頻繁に登場していたが、連載末期にはあまり登場しなくなった。野球チームの「監督」。1998年に描かれた「ほのぼの君オールスター」の中では、「司会者」と紹介されている。
りきまる
やんちゃな男の子。連載末期になるにつれてこちらが実質的な主人公になっていった。作者の思い入れが強く、佃自身「自分の分身」と説明していた。頭髪が頭頂部に1本しかない。初期から中期にかけては帽子をかぶっていなかったが、途中から帽子をかぶりだした。りきまるの目の描き方が初期（短い縦棒）、中期（◎の内側の○を黒く塗りつぶした目）、末期（再び短い縦棒に回帰）でそれぞれ変わっている。両親は声（吹き出し）と下半身（首から下）のみ。それぞれ一度だけ顔が出たことがある。1998年に描かれた「ほのぼの君のオールスター」の中では、「お山の大将」と紹介されている。
おとめちゃん
女の子。初期から中期にかけてはほのぼの君のガールフレンド的な存在だったが、次第にりきまるに思いを寄せる子として描かれるようになった。時に怪力、俊足になる。中期までは、乙姫型ヘア。1998年に描かれた「ほのぼの君のオールスター」の中では、「強くて弱い」と紹介されている。
トキジロウ
りきまるの飼い犬。名前の由来は、佃自身がかつて飼っていた犬の名前から。殆どモノローグのみだが、たまにセリフをしゃべることもある。人間並みに頭が働き、心の中では飼い主のりきまるをバカにしてることも。
ロダン
ほのぼの君の飼い犬。連載初期から中期にかけて登場、末期には登場せず。初期には左目に眼帯をしていたが、ある頃を境に双眼となり、晩年は眼鏡をかけていた。1998年に描かれた「ほのぼの君のオールスター」の中では、「考える老犬」と紹介されている。
たらちね君
ほのぼの君、りきまるの友人。『ちびっこ紳士』時代は髪型がふさふさだったが、『ほのぼの君』になってからはやせ型で髪が短くなった。1998年に描かれた「ほのぼの君のオールスター」の中では、「アナログ少年」と紹介されている。
カミナリの親子
雲の上に住み、雨を降らせている。落雷を利用して地上に降りることもある。最終回は実質この親子とりきまるによって締められたといえる。
ポニーちゃん
後ろ髪をポニーテールにして束ねている少女。1998年に描かれた「ほのぼの君のオールスター」の中では、「りきまるのガールフレンド」と紹介されている。
りゅうのすけ
おとめちゃんの飼い猫。りきまるに年賀状を送ったこともある。
ぴゅう太君
常に何か本を読んでいている丸縁の眼鏡をかけた少年。1998年に描かれた「ほのぼの君のオールスター」の中では、「デジタル少年」と紹介されている。
どんでん
近所のボス猫。1998年に描かれた「ほのぼの君のオールスター」の中では、「ドラ猫」と紹介されている。

### その他
かのこちゃん・にっこり君・けん君
何回かに渡って登場している人物もいれば、それっきり登場していない人物もいる。主に主要人物の友達として登場。
クロベー
近所の野良猫。黒猫。
花ちゃん
ポニーちゃんの飼い犬。
キューピッド
連載初期に登場。雨のため翼が濡れて飛べなくなったため、ほのぼの君にドライヤーで翼を乾かしてもらったことがある。

## 掲載新聞
- 北海道新聞
- 河北新報:※1973年1月～1981年3月、『ちびっこ紳士』のタイトルで連載。
- 東京新聞
- 中日新聞
- 北陸中日新聞
- 日刊県民福井
- 徳島新聞
- 中国新聞
- 西日本新聞

※中国新聞は夕刊に掲載されていた。後継作品の『ちびまる子ちゃん』は朝刊で掲載。
※北海道新聞では他の掲載各紙が休刊日のときにも発行していたことがあったため、北海道新聞での総連載回数は13014回となる。

## 単行本
- ほのぼの君 - 1996年3月12日

ISBN 4893638203 北海道新聞社
- ありがとうほのぼの君 - 2004年11月-12月、掲載4紙から発行されているが全て同内容。

ISBN 4808308142 東京新聞出版局
ISBN 4806204897 中日新聞社
ISBN 4894533162 北海道新聞社
ISBN 4816706143 西日本新聞社

## ほのぼの君のキャラクター展開
- 三重交通が主催するツアー「三交パルック」（2012年3月まで子会社の三交旅行が運営）のキャラクターに長年起用されていた。現在は名阪近鉄バスが三重交通グループの傘下に入った事に合わせ名阪近鉄バスが主催する「カッコーツアー」と統合し「カッコーパルック」[4]として募集している。
- 新潟県を基盤とする第二地方銀行である大光銀行のキャラクターとして1990年代以降通帳や記念品にほのぼの君やトキジロウが描かれていた。ただし新潟県内においてほのぼの君の掲載紙は購読できない（新潟では中日新聞および系列紙が発売されていない上に、地元紙新潟日報では連載されていなかった）。
- ほのぼの君を長年にわたって連載し続けてきた中日新聞は、佃公彦の「ほのぼのファミリー」を2007年秋から中日新聞のイメージキャラクターに起用した。JR名古屋駅のコンコース内の広告で掲示されていた。
- 徳島インディゴソックスのベースボールドックには「りきまる」という名前が付けられている。
- 北海道糖業から北海道、東北限定で「ほのぼの印」の家庭用上白糖が販売されている。
- 北の誉酒造から、ほのぼの君のキャラクターをガラス瓶に描いたカップ酒「ほのぼのカップ」が発売され、CMには佃も出演していた。

## その他
俳優の岡田眞澄は『踊る!さんま御殿!!』に出演した際に、りきまるのファンであること、缶ジュースの詰め合わせを送ったところ、作者の佃から本人が描いたイラスト入りのお礼の葉書が届いたことを明らかにしている。